# Daniel Boschmann

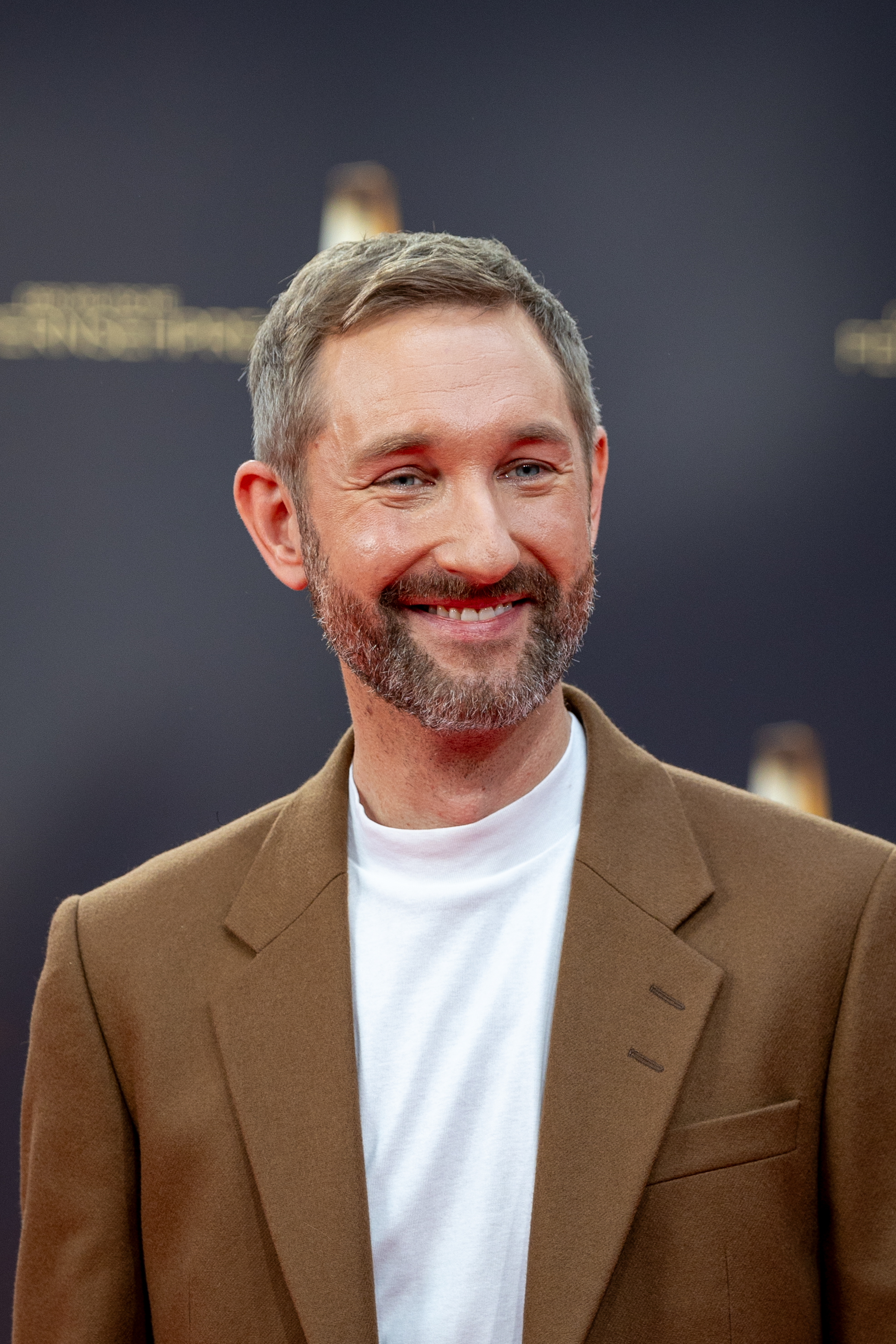
Daniel Boschmann Deutschen Fernsehpreis 2023

Daniel "Boschi" Boschmann (* 14. Oktober 1980 in Hildesheim) ist ein deutscher Fernsehmoderator.

## Leben und Karriere
Nach seinem Abitur studierte Boschmann von 2002 bis 2004 Betriebswirtschaftslehre (ohne Abschluss) an der Universität Mannheim. Ab 2006 moderierte er Veranstaltungen und Konzerte. 2007 kam das Projekt Popkomm-TV dazu, wo er ebenfalls als Moderator vor der Kamera stand. Im Jahr 2009 wurde er dann bei dem Radiosender You FM des Hessischen Rundfunks als Moderator und Reporter eingestellt. Vom 1. bis 24. Dezember moderierte er das Vodafone Live Quiz, das für den Deutschen Preis für Onlinekommunikation 2012 nominiert war.
Seit 2012 moderiert Boschmann bei Sat.1 und bei ProSieben. Seit 2014 ist er Moderator bei hr3. Von Juni 2016 bis Juli 2018 war er Moderator des Sat.1-Frühstücksfernsehens, welches er meist mit Marlene Lufen moderierte. Vom 30. Juli 2018 bis 26. Juli 2019 moderierte er mit Annett Möller das Sat.1-Magazin Endlich Feierabend!, das aufgrund schlechter Quoten abgesetzt wurde. Seit September 2019 ist er wieder Moderator des Sat.1-Frühstücksfernsehens.
Im November 2017 heiratete Boschmann seine Freundin Alina, mit der „er zu Beginn seiner Sat.1-Karriere eine Fernbeziehung“ führte. Zum 40. Geburtstag bekam Boschmann am 14. Oktober 2020 live im Sat.1 Frühstücksfernsehen eine Stuntrolle im neuen James-Bond-Kinofilm von der bekannten Stuntfrau Marie Mouroum angeboten.
Boschmann nahm 2021 an der 5. Staffel des Sat.1-Backwettbewerbs Das große Promibacken teil und erreichte das Finale.
2022 und 2025 übernahm er die Moderation von „Disney in Concert“.
Im Frühjahr 2023 nahm Boschmann als Waschbär an der achten Staffel der ProSieben-Show The Masked Singer teil und belegte den achten Platz.
2025 moderierte Boschmann die in der DACH-Region-Tour von DISNEY IN CONCERT – Follow your Dreams, bei der Alexander Klaws, Sabrina Weckerlin, Abla Alaoui, Gonzalo C. López, Chasity Crisp und Elindo Avistia begleitet vom Hollywood-Sound-Orchestra verschiedene Songs aus den Disney-Filmen performten.

## TV-Moderationen
- 2012: Ab durch die Mitte – Das schnellste Quiz der Welt
- 2012: ran – Race of Champions (als Reporter)
- 2012: Die große Disney-Quizshow
- 2013: Beauty & The Nerd
- 2013: X Games Munich
- 2015–2016: Bombis Nachtwache
- 2016–2018, seit 2019: Sat.1-Frühstücksfernsehen
- 2018: Hotel Herzklopfen
- 2018–2019: Endlich Feierabend!
- 2019: Top Chef Germany
- 2019: Dancing on Ice
- 2021: Die Gegenteilshow
- 2021: Deutschland hilft
- seit 2021: Geh aufs Ganze! (als Co-Moderator)
- seit 2022: Mein Mann kann
- 2024: Die besten Comedians Deutschlands, 4 Folgen (Sat1)[7]

## Gastauftritte
- 2018: Chat Duell (Rocket Beans TV)
- 2021: Buchstaben Battle (mehrere Auftritte)
- 2022: Wer weiß denn sowas?
- 2023: The Masked Singer

## Podcasts
- 2018–2019: Grobes Faul – Der Sport Escort (mit Jan Köppen)
- 2022 und 2023: That‘s what he said (Gastauftritt – mit Donnie O’Sullivan)